# Dargaard
 Dargaard es una banda de estilo neoclassical darkwave austríaca formada en 1997. Regularmente en profundos ambientes oscuros y sombríos, la música de Dargaard presenta melodías medievales y folklóricas, a menudo orquestadas mediante el uso de varios instrumentos por medio de un sintetizador.  La banda se mantiene activa y tiene, por el momento, cuatro lanzamientos.

## Historia
En 1997 la banda fue fundada por Alexander Opitz, más conocido como «Tharen», el cual ya había desempeñado un papel destacado en diferentes bandas underground de su época, como eran Abigor y Amestigon (black metal), y Dominion III, un acto de música industrial . Tharen era el tecladista en Abigor, pero Amestigon, Dominion III y Dargaard son proyectos suyos.
Dargaard nació del deseo de Tharen de alejarse del black metal y expresarse mejor a través de música ambiental y clásica.
Elisabeth Toriser se unió al proyecto como vocalista; había sido vocalista en Dominion III, participando también en la banda Antichrisis; proporcionó coros para el álbum de 1995 de Abigor: Nachthymnen (From the Twilight Kingdom) Ella se había separado de esta banda porque interrumpió sus estudios, y sintió que su concepción musical era diferente. Tharen comentó que Elisabeth trabajaba en otro proyecto basado en guitarras acústicas, mas no han hecho grabaciones ni lanzamientos. 
El nombre de Dargaard fue tomado de la serie de novelas de fantasía de Margaret Weis y Tracy Hickman: Dragonlance; es el nombre dado «a una fortaleza maldita que se encuentra en la oscuridad eterna después de un trágico fracaso de su propietario».

## Música
Con Tharen componiendo la música y Elisabeth escribiendo las melodías vocales, en Hoernix Studios la banda grabó su álbum debut: Eternity Rites en 1998. Fue publicado por Napalm Records, con quien Tharen había estado involucrado por sus otros proyectos. Los fanátios del métal y de la darkwave aclamaron fuertemente el novedoso lanzamiento. Ante tales hechos un crítico detalló: «“Eternity Rites” de Dargaard es un cuento de hadas culminante lleno de temas medievales/folclóricos bellamente compuestos y perfectamente interpretados. La atmósfera majestuosa, a menudo agresivamente oscura, pero más a menudo melancólica es una experiencia auditiva que invita a la reflexión».
La banda volvería al estudio en agosto para crear su segundo álbum: In Nomine Aeternitatis, lanzado el 3 de junio de 2000 a través de Napalm Records. Continuando con la fórmula de Dargaard, de melodía oscura, su lanzamiento fue considerado por los fanáticos como un verdadero hito de innovación al género darkwave, recibiendo nuevamente grandes elogios. La banda continuó su viaje musical, lanzando The Dissolution of Eternity en junio de 2001 y su último trabajo, Rise and Fall, en marzo de 2004.
Tharen menciona que sus influencias, como muchas, vienen de los sentimientos obenidos por la lectura. Dijo también que su música no estaba directamente influenciada por ninguna otra banda de la darkwave. Sus letras son una mezcla de culturas antiguas, mitos y misticismo, parte importante en el estilo de Dargaard, generalmente inspiradas en los «sueños y visiones» de otros reinos y dimensiones del propio Tharen.
Dargaard se encuentra activo en la escena musical, mas no ha habido nuevas sobre lanzamientos futuros. Tharen personalmente ha dicho que la banda no realizará giras ni tocará en vivo, causa de sus compromisos personales. El grupo, sin embargo tiene una base sólida de fanes que chatean con Tharen en su página oficial.

## Miembros de la banda
Miembros actuales
- Elisabeth Toriser - vocales (1997-presente)
- Alexander Opitz, Tharen: sintetizador, vocales (1997-presente)

## Discografía
- Eternity Rites (1998)
- In Nomine Aeternitatis (2000)
- The Dissolution of Eternity (2001)
- Rise and Fall (2004)